# Issa López
Issa López (Ciudad de México, 1971) es una escritora, productora y directora de cine mexicana, la primera mexicana en ser nominada a mejor dirección por la categoría de mejor dirección de una serie limitada, antología o película en los Premios Emmy, conocida por sus películas Casi Divas, Vuelven y la serie de televisión True Detective: Night Country. En el ámbito internacional, es reconocida por la manera en la que trata temas sociopolíticos y de género.

## Biografía
Issa López nació en la Ciudad de México, donde fue criada por su padre tras la muerte de su madre cuando tenía ocho años. Su gusto por el terror nace como forma de conectar con su madre, a quien le gustaba leer a los clásicos del terror como Edgar Allan Poe y H.P. Lovecraft.
Durante su infancia su familia enfrentó dificultades económicas, ya que la academia no es un trabajo bien remunerado en América Latina. Este fue un aspecto definitorio de su vida, que inspiró gran parte de su trabajo posterior, ya que su padre intentaría mantenerlas a ella y a su hermana entretenidas a pesar de su situación económica. López explicó en una de sus entrevistas que ella, su hermana y su papá «salían todos los fines de semana en algún viaje por carretera por México, de pueblo en pueblo, sentados a ver películas de kung fu y terror en cines ambulantes, comiendo comida callejera, visitando sitios arqueológicos, selvas, desiertos y los pueblitos más embrujados del país». Esos recuerdos fueron la inspiración de muchas de sus historias.
Estudió un año de Arqueología en la ENAH, hasta que retomó su pasión por el cine y se matriculó en la Escuela de Cine de la Universidad Nacional de México en el CUEC (1991-1995), donde obtuvo una Licenciatura en Dirección y Guion de Cine, tras la cual completó un programa de posgrado de dos años en escritura dramática en el Centro de Capacitación de Escritores de Televisa (1994-1995).

### Trayectoria profesional
López comenzó a escribir telenovelas y programas de televisión en Televisa. En 2003, escribió la película Ladies' Night. Debutó en la dirección de largometrajes con su propio guion en Efectos secundarios (2006), la primera película producida por Warner Brothers en México, y Casi divas (2008), siendo ésta la segunda producción cinematográfica de Columbia Pictures México.
López es coguionista de Amor a primera visa, Ladies Night, Niñas mal, A la mala y 600 millas, por la que fue nominada al Premio Ariel en 2016. En 2015, escribió y dirigió su tercer largometraje como directora, Vuelven. También es autora de la novela Lengua muerta, que la convirtió en ganadora del Premio Nacional de Novela José Rubén Romero del Instituto Nacional de Bellas Artes en 2007.
Con Vuelven, estrenada en 2017, López obtuvo el premio a la Mejor Dirección de Horror en Fantastic Fest, convirtiéndose en la primera mujer en recibir ese premio en la historia del festival. La cinta provocó una ola de críticas favorables, alcanzando el 100% tanto de crítica como de audiencia en el sitio agregador de críticas Rotten Tomatoes, y ganándose el apoyo del realizador mexicano Guillermo del Toro y del escritor Stephen King, quienes manifestaron su entusiasmo por la película en sus cuentas personales de Twitter y, en el caso de Del Toro, en distintas entrevistas. La película logró el reconocimiento en otros certámenes internacionales de cine fantástico y de género, siendo premiada como Mejor Película y Dirección en Scream Fest, logrando los Premios del Público y del Jurado a Mejor Película en Paris Fantastic Film Fest, y a la Mejor Película en Panic Fest.
En 2023, dirigió y produjo la cuarta temporada de la serie de HBO, True Detective: Night Country, estrenada en enero de 2024 con Jodie Foster y Kali Reis como protagonistas, y ambientada en Alaska.

## Filmografía

### Cine
| Año  | Película             | Créditos como | Créditos como | Créditos como | Notas | Ref.   |
| Año  | Película             | Directora     | Productora    | Guionista     | Notas | Ref.   |
| ---- | -------------------- | ------------- | ------------- | ------------- | ----- | ------ |
| 1994 | Tan callando         | Sí            | No            | Sí            | Corto |        |
| 2003 | Ladies Night         | No            | No            | Sí            |       |        |
| 2006 | Efectos secundarios  | Sí            | Asociada      | Sí            |       |        |
| 2007 | Bad Girls            | No            | No            | Sí            |       |        |
| 2008 | Casi Divas           | Sí            | No            | Sí            |       |        |
| 2010 | Sucedió en un día    | Sí            | No            | Sí            | Corto |        |
| 2012 | Viaje de Generación  | No            | No            | Sí            |       |        |
| 2013 | Pulling Stings       | No            | No            | Sí            |       |        |
| 2015 | 600 millas           | No            | No            | Sí            |       |        |
| 2015 | A la mala            | No            | No            | Sí            |       |        |
| 2017 | Vuelven              | Sí            | Ejecutiva     | Sí            |       |        |
| 2018 | La Boda de Valentina | No            | Ejecutiva     | Sí            |       |        |
| 2018 | Todo Mal             | Sí            | Sí            | Sí            |       |        |
| —    | Three Sundays        | Sí            | No            | No            |       | [ 13 ] |

### Televisión
| Año  | Título                        | Créditos como | Créditos como | Créditos como | Notas       | Ref.   |
| Año  | Título                        | Directora     | Productora    | Guionista     | Notas       | Ref.   |
| ---- | ----------------------------- | ------------- | ------------- | ------------- | ----------- | ------ |
| 2000 | Primer amor... a mil por hora | No            | No            | Sí            | Telenovela  |        |
| 2023 | True Detective: Night Country | Sí            | Sí            | Sí            | 6 episodios | [ 14 ] |

## Premios y nominaciones
| Año  | Premio                                                   | Categoría                                               | Título                        | Resultado | Ref    |
| ---- | -------------------------------------------------------- | ------------------------------------------------------- | ----------------------------- | --------- | ------ |
| 2024 | Emmy Awards                                              | Mejor serie limitada o antología                        | True Detective: Night Country | Nominada  | [ 15 ] |
| 2024 | Emmy Awards                                              | Mejor guion en una serie limitada o antología           | True Detective: Night Country | Nominada  | [ 15 ] |
| 2024 | Emmy Awards                                              | Mejor dirección en una serie serie limitada o antología | True Detective: Night Country | Nominada  | [ 15 ] |
| 2024 | Red Nation Film Festival                                 | Mejor serie de televisión                               | True Detective: Night Country | Ganadora  | [ 15 ] |
| 2024 | Imagen Foundation Awards                                 | Mejor dirección para televisión                         | True Detective: Night Country | Ganadora  | [ 15 ] |
| 2024 | Critics Choice Awards Celebration of Cinema & Television | Cine y televisión latina                                | True Detective: Night Country | Ganadora  | [ 15 ] |
| 2020 | Latino Entertainment Journalists Association Film Awards | Mejor guion original                                    | Vuelven                       | Nominada  | [ 15 ] |
| 2019 | Film by the Sea International Film Festival              | Mejor película                                          | Vuelven                       | Nominada  | [ 15 ] |
| 2018 | Ariel                                                    | Mejor dirección                                         | Vuelven                       | Nominada  | [ 15 ] |
| 2018 | Ariel                                                    | Mejor guion cinematográfico original                    | Vuelven                       | Nominada  | [ 15 ] |
| 2018 | Diosas de plata                                          | Mejor dirección                                         | Vuelven                       | Ganadora  | [ 15 ] |
| 2018 | Diosas de plata                                          | Mejor guion                                             | Vuelven                       | Nominada  | [ 15 ] |
| 2018 | Toronto After Dark Film Festival                         | Mejor dirección                                         | Vuelven                       | Ganadora  | [ 15 ] |
| 2018 | Toronto After Dark Film Festival                         | Mejor guion                                             | Vuelven                       | Ganadora  | [ 15 ] |
| 2018 | Molins Horror Film Festival                              | Mejor película                                          | Vuelven                       | Nominada  | [ 15 ] |
| 2018 | Molins Horror Film Festival                              | Mejor dirección                                         | Vuelven                       | Ganadora  | [ 15 ] |
| 2018 | Molins Horror Film Festival                              | Mejor guion                                             | Vuelven                       | Nominada  | [ 15 ] |
| 2018 | Neuchâtel International Fantastic Film Festival          | Mejor largometraje                                      | Vuelven                       | Nominada  | [ 15 ] |
| 2018 | Festival de Cine Fantástico de Bilbao                    | Mejor película                                          | Vuelven                       | Ganadora  | [ 15 ] |
| 2018 | Festival de Cine Fantástico de Bilbao                    | Mejor guion                                             | Vuelven                       | Ganadora  | [ 15 ] |
| 2018 | Grimmfest                                                | Mejor guion                                             | Vuelven                       | Ganadora  | [ 15 ] |
| 2018 | Grimmfest                                                | Mejor largometraje                                      | Vuelven                       | Ganadora  | [ 15 ] |
| 2018 | Boston Underground Film Festival                         | Mejor largometraje                                      | Vuelven                       | Ganadora  | [ 15 ] |
| 2018 | Calgary Underground Film Festival                        | Mejor largometraje narrativo (premio de la audiencia)   | Vuelven                       | Ganadora  | [ 15 ] |
| 2018 | Calgary Underground Film Festival                        | Mejor largometraje narrativo (premio de jurado)         | Vuelven                       | Nominada  | [ 15 ] |
| 2018 | Chicago Latino Film Festival                             | Premio Elección del Público                             | Vuelven                       | Ganadora  | [ 15 ] |
| 2018 | HARD:LINE Film Festival                                  | Mejor película                                          | Vuelven                       | Nominada  | [ 15 ] |
| 2017 | Morbido Fest                                             | Mejor largometraje latinoamericano                      | Vuelven                       | Ganadora  | [ 15 ] |
| 2017 | Morbido Fest                                             | Largometraje latinoamericano                            | Vuelven                       | Ganadora  | [ 15 ] |
| 2017 | Premios Canacine                                         | Mejor dirección                                         | Vuelven                       | Nominada  | [ 15 ] |
| 2017 | Screamfest                                               | Mejor película                                          | Vuelven                       | Ganadora  | [ 15 ] |
| 2017 | Screamfest                                               | Mejor dirección                                         | Vuelven                       | Ganadora  | [ 15 ] |
| 2016 | Ariel                                                    | Mejor guion cinematográfico original                    | 600 millas                    | Nominada  | [ 15 ] |
| 2016 | Diosas de plata                                          | Mejor guion                                             | 600 millas                    | Nominada  | [ 15 ] |
| 2016 | Diosas de plata                                          | Mejor guion                                             | A la mala                     | Nominada  | [ 15 ] |
| 2008 | Los Angeles Latino International Film Festival           | Mejor guion                                             | Casi divas                    | Ganadora  | [ 15 ] |
| 2007 | Diosas de plata                                          | Mejor guion                                             | Efectos secundarios           | Nominada  | [ 15 ] |
| 2007 | Diosas de plata                                          | Mejor dirección                                         | Efectos secundarios           | Ganadora  | [ 15 ] |
| 2007 | Diosas de plata                                          | Ópera prima                                             | Efectos secundarios           | Nominada  | [ 15 ] |
| 2006 | Festival Internacional de Cine de Chipre                 | Mejor guion                                             | Ladie's night                 | Ganadora  | [ 15 ] |